# 青島亜熱帯植物園
青島亜熱帯植物園（あおしまあねったいしょくぶつえん）は、宮崎県宮崎市青島地区にある植物園。
愛称は宮交ボタニックガーデン青島。
同園の対岸の青島には特別天然記念物の青島亜熱帯性植物群落があり、そこで自生するビロウなど、様々な亜熱帯植物を植栽している。

## 概要
青島亜熱帯植物園は、1965年（昭和40年）4月に開設、1967年（昭和42年）6月に開園した。
同園の東対岸にある青島亜熱帯性植物群落は北半球最北のヤシ科植物の群生地があり、設立当初はこれらのビロウの群落や亜熱帯植物の保護対策や学術研究の場とすることを目的としていた。
開設から半年後の1965年10月にシンガポール植物園と姉妹植物園の締結を行い、半世紀以上に渡って技術者の派遣や植物の交換などを行っている。
園内では青島に自生する植物だけでなく、シンガポール植物園やブラジル、アルゼンチンなどから譲り受けた、様々な亜熱帯植物が植栽されている。
開園から50年が経過し、老朽化や耐震上の理由から、2016年（平成28年）3月に施設を大幅にリニューアルした。
また、リニューアルにあわせてネーミングライツを採用し、同年4月より愛称が宮交ボタニックガーデン青島となった。

## 植物
外苑
150種、8,000本の植物。ビロウをはじめとした青島に自生する10種類のヤシ科の植物、県木のフェニックスや県花のハマユウ、ランタナやハイビスカスなど。
大温室
186種類、1,500本の植物。16品種のブーゲンビリアや世界三大花木のカエンボク・ホウオウボクなど。
熱帯果樹温室
26種類、83本の植物。マンゴーやパパイアなどの果樹。

## 沿革
- 1965年（昭和40年）4月 - 開設[1]
- 1965年（昭和40年）10月 - シンガポール植物園と姉妹植物園の締結[1]
- 1967年（昭和42年）1月 - 大温室完成[1]
- 1967年（昭和42年）6月 - 開園[1]
- 1977年（昭和52年）8月 - 熱帯果樹室を増設[1]
- 2016年（平成28年）3月 - 施設全体と大温室をリニューアル[6]
- 2016年（平成28年）4月 - 愛称が『宮交ボタニックガーデン青島』となる（ネーミングライツによる。5年契約）[3][7]
- 2019年（平成30年）3月 - 熱帯果樹温室がリニューアル[5]

## 施設情報
※注記がない限り、本節の出典は公式サイトの『ご利用案内』（2019年11月当時）による。
年中無休、園内、温室への入場は無料。
開園時間
午前8時30分 - 午後5時
- 『大温室』は午前9時 - 午後5時まで、休館日は毎週火曜日（祝日を除く）。
- 『熱帯果樹温室』は午前9時 - 午後5時まで、休館日は毎週水曜日（祝日を除く）。
- 『パラボラチョカフェ』は午前10時 - 午後5時まで、定休日なし。
- 『学習室貸出し』は午前9時 - 午後5時まで、12月29日 - 12月31日は休業。利用時間や時期によって料金が異なる。事前申請が必要。